# Архиепархия Ланчано-Ортона
Архиепархия Ланчано-Ортона (лат. Archidioecesis Lancianensis-Ortonensis, итал. Arcidiocesi di Lanciano-Ortona) архиепархия Римско-католической церкви, в составе митрополии Кьети-Васто, входящей в церковную область Абруццо-Молизе. В настоящее время епархией управляет архиепископ Эмидио Чиполлоне. Викарный епископ – Гвидо Скотти. Почетный епископ – Энцио д'Aнтонио, Карло Гиделли.
Клир епархии включает 70 священников (37 епархиальных и 33 монашествующих священников), 5 диаконов, 36 монахов, 91 монахиня.
Адрес епархии: Via Gennaro Finamore 32, 66034 Lanciano (CH).
Патронами архиепархии Ланчано-Ортона являются образ Мадонна дель Понте (Ланчано, литургическая память 8 сентября) и Святой Апостол Фома (Ортона, литургическая память 3 июля и первое воскресенье мая).

## Территория
В юрисдикцию архиепархии входят 42 прихода в 14 коммунах Абруццо: все 14 в провинции Кьети (Ари, Арьелли, Каноза-Саннита, Кастель-Френтано, Креккьо, Фриза, Ланчано, Моццагронья, Ортона, Поджофьорито, Сан-Вито-Кьетино, Санта-Мария-Имбаро, Толло, Трельо).
Кафедра епископа находится в городе Ланчано в базилике Мадонна дель Понте, в городе Ортона находится сокафедральный собор - Базилика Святого Фомы.

## История

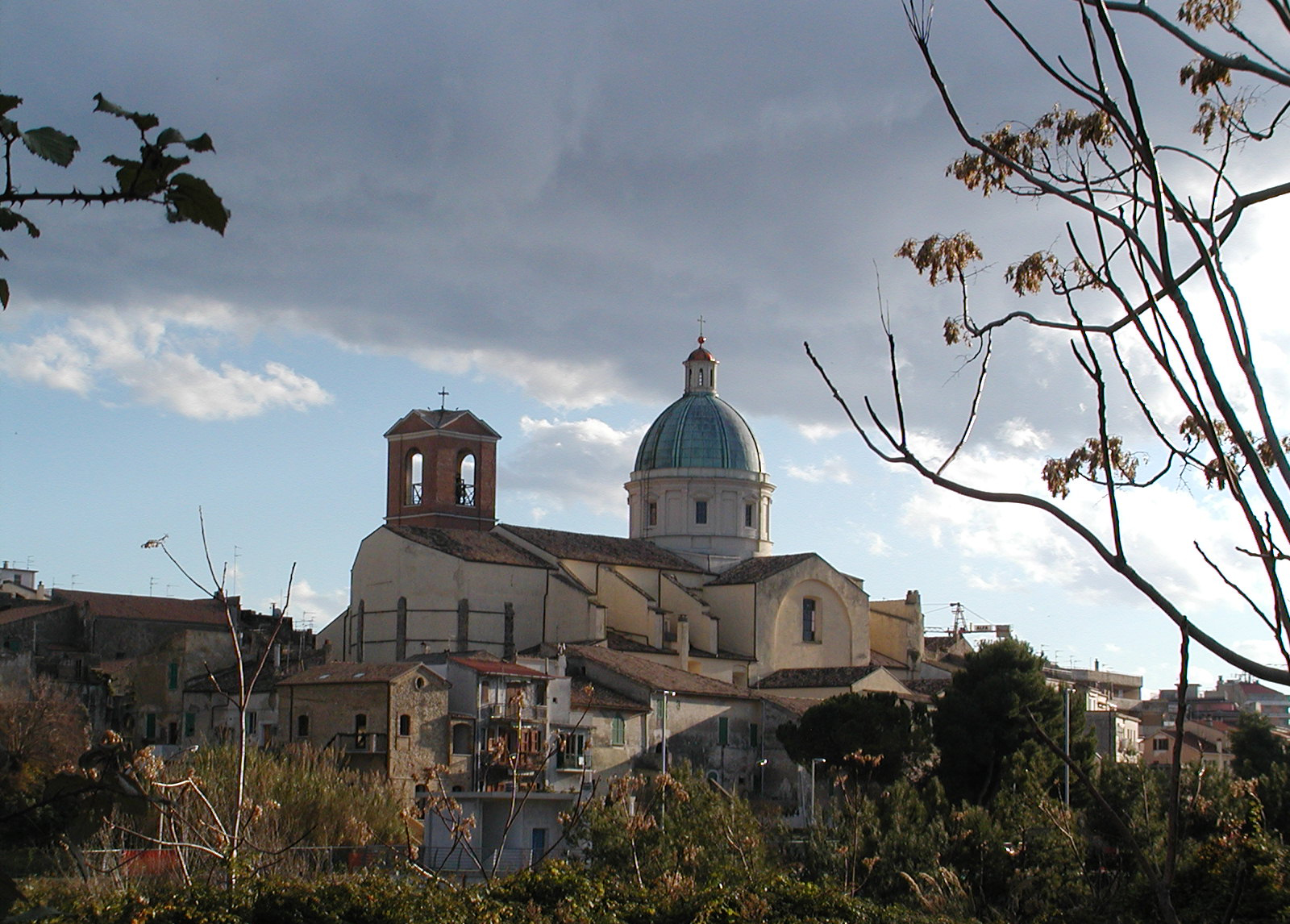
Базилика святого апостола Фомы

Епархия Ланчано была образована 27 апреля 1515 года Папой Львом X на части территории епархии Кьети. Вначале епархия подчинялась напрямую Святому Престолу, но Папа Климент VII преобразовал её в викариатство епархии Кьети, объединив обе кафедры в единую митрополию буллой Super universas от 1 июня 1526 года. При епископе Леонардо Марини, 9 февраля 1562 года Папа Пий IV другой буллой Super universas повысил статус епархии до архиепархии Ланчано и Кьети.
Епархия Ортона, древнего происхождения, была восстановлена Папой Пием V 20 октября 1570 года, как викариатство епархии Кьети. В 1604 году её присоединили к епархии Кампли, несмотря на то, что Ортона была доменом рода Фарнезе в Абруццо. Согласно конкордату 1818 года между Папой Пием VII и Фердинандом I Бурбоном, епархия Ортона и Кампли была упразднена из-за отсутствия доходов. Камли вошло в состав епархии Терамо, а Ортона в состав епархии Ланчано.
Епархия Ортона была вновь восстановлена 19 февраля 1834 года Папой Григорием XVI и поставлена в ведение архиепископа Ланчано. 24 ноября 1945 года Ортона получила статус автономной епархии под руководством единого архиерея в составе архиепархии Ланчано, ставшей, таким образом, митрополией.
Декретом  Fructuosae ecclesiae от 2 марта 1982 года Ланчано утратило статус митрополии, сохранив статус архиепархии, после чего была создана архиепархия Ланчано и Ортона со статусом викариатства архиепархии Кьети.
30 сентября 1986 года, в связи с реорганизацией епархий Италии, Конгрегация по делам епископов на пленарном заседании постановила объединить кафедры Ланчано и Ортона и образовать единую архиепархию Ланчано-Ортона.

## Ординарии епархии

### Кафедра Ланчано
| - Анджело Маккафани (1515 — 1517); - Эджидио Канизио (1532 — 1532) — августинец; - Микеле Фортини (1533 — 1539); - Хуан Салазар Фернандес (1540 — 1555); - Помпео Пикколомини (1556 — 1560) — назначен епископом Тропеи; - Леонардо Марини (1560 — 1567) — доминиканец, архиепископ с 9 января 1562 года; - Этторе Пишичелли (1568 — 1569); - Антонио Гаспар Родригес (1570 — 1578) — францисканец; - Марио Болоньини (1579 — 1588) — назначен архиепископом Кортоны; - Паоло Тассо (1589 — 1607); - Лоренцо Монцонис Галатина (1610 — 1617) — назначен архиепископом Поццуоли; - Франсиско Ромеро (1618 — 1621) — кармелит, назначен архиепископом Виджевано; - Андреа Джервази (1622 — 1668); - Альфонсо Альварес Барба Оссорио (1669 — 1673) — босой кармелит, назначен архиепископом Бриндизи; - Франческо Антонио Карафа (1675 — 1687) — назначен архиепископом Катании; - Эмануэле Делла Торре (1688 — 1694); - Джованни Монреале (1695 — 1696) — назначен архиепископом Реджо-Калабрия; - Барнаба Де Кастро (1697 — 1700) — назначен архиепископом Бриндизи; - Джованни Ува (1701 — 1717); | - Антонио Патерно (1719 — 1728); - Арканджело Мария Чиккарелли (1731 — 1738) — доминиканец, назначен архиепископом Удженто; - Доменико Де Паче (1739 — 1745); - Антонио Людовико Антинори (1745 — 1754) — ораторианец, назначен архиепископом Ачеренцы и Матеры; - Джакомо Лето (1754 — 1769); - Доменико Джервазони (1769 — 1784); - Франческо Саверио Де Виво (1786 — 1792) — назначен архиепископом Нуско; - Франческо Аморозо (1792 — 1807); - Франческо Мария Де Лука (1818 — 1839); - Людовико Риццути (1840 — 1848); - Джакомо Де Винчетиис (1848 — 1866); - Франческо Мария Петрарка (1872 — 1895); - Анджело Делла Чоппа (1896 — 1917); - Никола Пиччирилли (1917 — 1939); - Пьетро Тезаури (1939 — 1945); - Джоаккино Ди Лео (1946 — 1950) — назначен архиепископом Мадзара дель Вальво; - Бениньо Лучано Мильорини (1951 — 1962) — францисканец; - Пачифико Мария Луиджи Перантони (1962 — 1974); - Леопольдо Теофили (1974 — 1981); - Энцио д'Антонио (1982 — 1986) — назначен архиепископом Ланчано-Ортона. |  |

### Кафедра Ортона
- Блондино (580);
- Калюнньозо (600);
- Витторе или Виаторе (649);
- Джованни (916);
- Джованни Доменико Ребиба (1570 — 1595) — назначен епископом Катании;
- Алессандро Боккабариле (1596 — 1623);
- Антимо Дельи Атти (1624 — 1640);
- Франческо Антонио Бьонди (1640 — 1643) — францисканец-конвентуал;
- Алессандро Крешенци (1644 — 1652) — сомаскинец, кардинал, назначен епископом Битонто;
- Карло Бонафачча (1653 — 1675) — назначен епископом Терни;
- Джованни Весполи-Казанатте (1675 — 1716) — театинец;
- Джузеппе Фалькони (1717 — 1730);
- Джованни Романо (1730 — 1735) — назначен епископом Катандзаро;
- Марканотино Амальфитани (1735 — 1765);
- Доменико де Доминичис (1766 — 1791);
- Антонио Крези (1792 — 1804);
  - Sede vacante (1804 — 1818).

### Кафедра Ланчано-Ортона
- Энцио д'Антонио (30 сентября 1986 — 25 ноября 2000);
- Карло Гиделли (25 ноября 2000 — 11 октября 2010);
- Эмидио Чиполлоне (с 11 октября 2010 года — по настоящее время).

## Статистика
На конец 2004 года из 90 855 человек, проживающих на территории епархии, католиками являлись 90 205 человек, что соответствует 99,3% от общего числа населения епархии.
| год  | население | население | население | священники | священники        | священники         | священники                           | постоянные диаконы | монахи  | монахи  | приходы |
| год  | католики  | всего     | %         | всего      | белое духовенство | черное духовенство | число католиков на одного священника | постоянные диаконы | мужчины | женщины | приходы |
| ---- | --------- | --------- | --------- | ---------- | ----------------- | ------------------ | ------------------------------------ | ------------------ | ------- | ------- | ------- |
| 1949 | 190.925   | 192.344   | 99,3      | 221        | 121               | 100                | 863                                  |                    | 150     | 214     | 37      |
| 1969 | 85.771    | 85.851    | 99,9      | 100        | 64                | 36                 | 857                                  |                    | 50      | 163     | 36      |
| 1980 | 77.530    | 77.914    | 99,5      | 87         | 52                | 35                 | 891                                  |                    | 47      | 115     | 40      |
| 1990 | 87.555    | 88.027    | 99,5      | 70         | 42                | 28                 | 1.250                                |                    | 35      | 95      | 41      |
| 1999 | 89.527    | 89.884    | 99,6      | 77         | 46                | 31                 | 1.162                                | 2                  | 37      | 97      | 42      |
| 2000 | 89.334    | 90.254    | 99,0      | 71         | 38                | 33                 | 1.258                                | 2                  | 41      | 100     | 42      |
| 2001 | 89.748    | 90.468    | 99,2      | 75         | 37                | 38                 | 1.196                                | 2                  | 41      | 99      | 42      |
| 2002 | 89.904    | 90.604    | 99,2      | 73         | 36                | 37                 | 1.231                                | 3                  | 40      | 97      | 42      |
| 2003 | 90.054    | 90.704    | 99,3      | 66         | 37                | 29                 | 1.364                                | 3                  | 31      | 95      | 42      |
| 2004 | 90.205    | 90.855    | 99,3      | 70         | 37                | 33                 | 1.288                                | 3                  | 36      | 91      | 42      |

## См.также
- Ланчано
- Базилика Мадонна дель Понте
- Базилика Святого Фомы (Ортона)